# 胡如珊
胡如珊（英語：Rossana Hu，1968年—），美籍华裔建筑师、室内设计师，同济大学建筑系主任。

## 生平
胡如珊出生于高雄，12岁时移民美国。她毕业于加州大学伯克利分校，获建筑学学士学位，辅修音乐。后赴普林斯顿大学深造，获建筑及城市规划硕士学位。毕业后她曾任职于迈克尔·格雷夫斯建筑设计事务所、TAC建筑师事务所等。2004年，她与丈夫郭锡恩（Lyndon Neri）在上海共同创立了建筑设计工作室——如恩设计研究室（Neri&Hu）。同年，她还创办了设计共和（Design Republic）并担任创意总监。2015年，出任家具品牌Stellar Works创意总监。2018年起，担任上海交响乐团国际顾问委员会委员。
胡如珊曾任耶鲁大学建筑学院客座教授、哈佛大学设计研究生院建筑设计评论教授等。2021年12月，胡如珊出任同济大学建筑与城市规划学院建筑系主任。2023年4月，她被任命为宾夕法尼亚大学建筑系主任。
胡如珊获得过2014年英国Wallpaper*年度设计师，2015年巴黎国际设计展览亚洲年度设计师，2017年EDIDA国际设计大奖、德国设计委员会ICON年度设计师，2020年《日经亚洲评论》亚洲女性先驱，2021年FRAME设计大奖终身成就奖等荣誉。